# Powierzchnia biologicznie czynna
Powierzchnia biologicznie czynna (PBC), teren biologicznie czynny (TBC) – powierzchnia gruntu (np. na działce budowlanej) pokrytego roślinnością wraz z powierzchnią wód powierzchniowych. Wskaźnik udziału powierzchni biologicznie czynnej w ogólnej powierzchni działki jest stosowany w urbanistyce i budownictwie. Zgodnie z Art. 15. 2. 6) Ustawy z dnia 27 marca 2003 r. o planowaniu i zagospodarowaniu przestrzennym, Plany miejscowe określają minimalny udział procentowy powierzchni biologicznie czynnej w odniesieniu do powierzchni działki budowlanej.

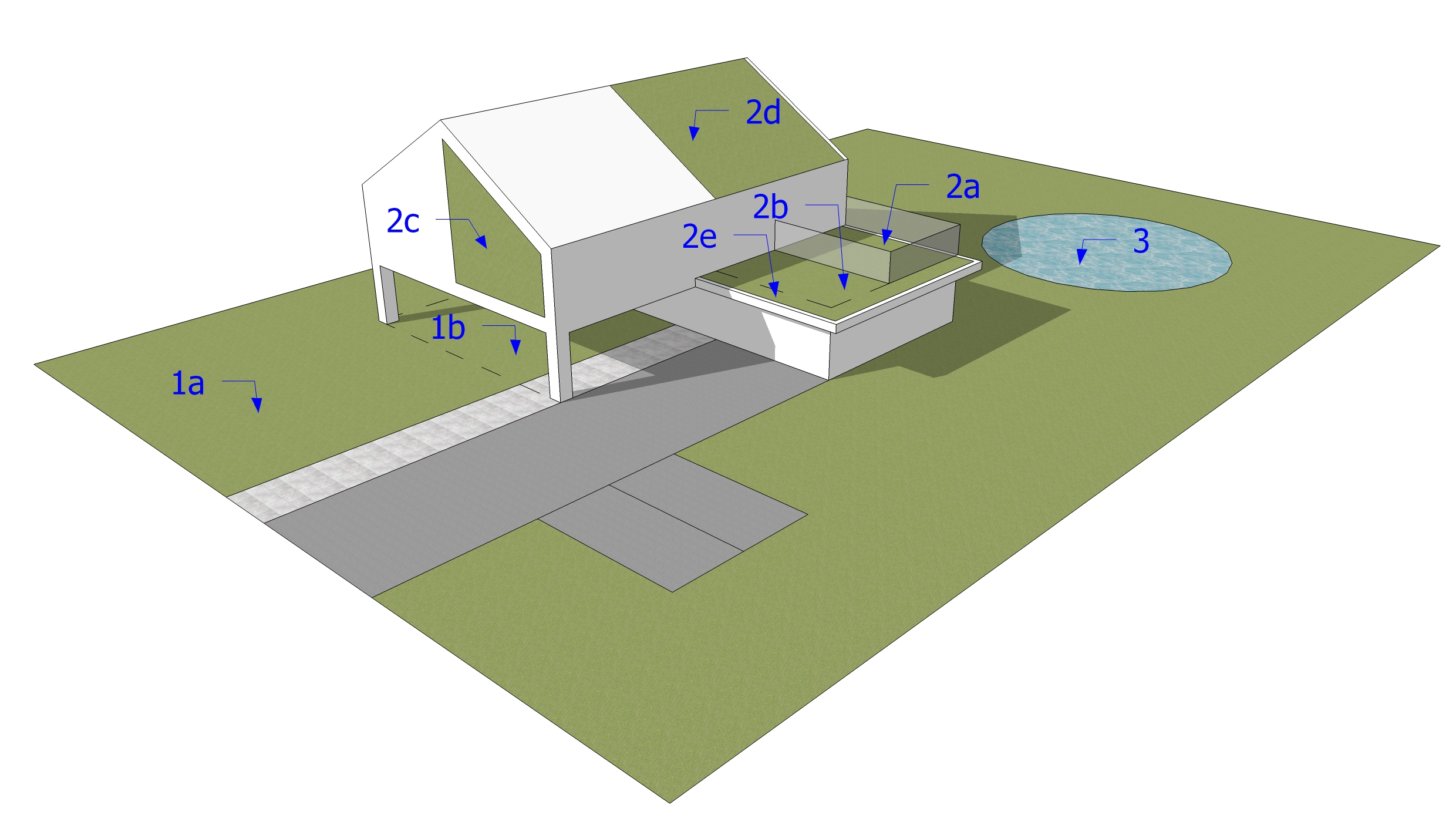
Schemat podstawowych rodzajów powierzchni biologicznie czynnej.

Rozporządzenie Ministra Infrastruktury z dnia 12 kwietnia 2002 r. w sprawie warunków technicznych, jakim powinny odpowiadać budynki i ich usytuowanie posługuje się obecnie pojęciem teren biologicznie czynny. Wlicza się do niego:
- teren o nawierzchni urządzonej w sposób zapewniający naturalną wegetację roślin i retencję wód opadowych (1a i 1b[4] na schemacie),
- 50% powierzchni tarasów (2a) i stropodachów (2b) z taką nawierzchnią oraz innych powierzchni zapewniających naturalną wegetację roślin (2c, 2d i 2e), o powierzchni nie mniejszej niż 10 m²,
- wodę powierzchniową na tym terenie (3)[5].

Na działkach budowlanych przeznaczonych pod zabudowę wielorodzinną, budynki opieki zdrowotnej (z wyjątkiem przychodni) oraz oświaty i wychowania, powierzchnia terenu biologicznie czynnego musi stanowić co najmniej 25% powierzchni działki, chyba że inny procent wskazuje miejscowy plan zagospodarowania przestrzennego.